# Eleição municipal de Maracanaú em 2024
A eleição municipal de Maracanaú em 2024 será realizada com base no calendário eleitoral para todas as cidades do Brasil. Serão escolhidos um prefeito, um vice-prefeito e 21 vereadores, que exercerão um mandato de quatro anos, de 1.º de janeiro de 2025 a 1.º de janeiro de 2029. O primeiro turno ocorrerá num domingo, 6 de outubro.

## Contexto
A última eleição municipal em Maracanaú, realizada em 2020, foi vencida em turno único por Roberto Pessoa, então filiado ao Partido da Social Democracia Brasileira (PSDB), obtendo 78 859 votos (66,32% dos válidos), ante os 30 713 sufrágios (25,83%) do seu adversário, Júlio César Filho "Julinho", então filiado ao Cidadania.
Para esta eleição, Roberto Pessoa será candidato a sua 2ª reeleição, tendo em vista que ele foi prefeito entre 2005 á 2012 e elegeu seu sucessor, Firmo Camurça, ocupante do executivo municipal entre 2013 á 2020, sendo ainda seu vice entre 2017 á 2018, antes de ser eleito deputado federal. Junto a isso, o Partido dos Trabalhadores (PT) e a Federação que compõe o PCdoB e o PV anunciaram apoio ao atual prefeito, vindo da direção nacional que vetou a pré-candidatura de Julinho. Não é a primeira vez que há alianças com o grupo, o PT já participou desta conjuntura em 2004 e 2008 (gestões de Pessoa) e em 2012 (primeira gestão de Firmo). Roberto terá como candidato á vice, Gerson Cecchini, do Partido dos Trabalhadores.
Tem como concorrentes o deputado estadual Lucinildo Frota, do Partido Democrático Trabalhista (PDT), a deputada estadual Dra. Silvana, do Partido Liberal (PL) e o professor Demyson Ernesto, do Partido Socialismo e Liberdade (PSOL).

## Candidatos
| Candidato(a) a prefeito(a) | Candidato(a) a prefeito(a) | Candidato(a) a prefeito(a) | Cargos relevantes | Partido Federação   | Candidato(a) a vice-prefeito(a) | Candidato(a) a vice-prefeito(a) | Candidato(a) a vice-prefeito(a) | Cargo relevantes | Partido Federação             | Coligação | Referências       |
| -------------------------- | -------------------------- | -------------------------- | --- | ------------------- | ------------------------------- | ------------------------------- | ------------------------------- | ---------------- | ----------------------------- | --- | ----------------- |
| 12                         |                            | Lucinildo Frota            | - Deputado estadual (2023-atualidade). - Vereador (2005-2022) - Técnico em Estradas.                                                                      | PDT                 |                                 |                                 | Dr. Vicente Piaulino            |                  | PSDB Federação PSDB Cidadania | "PDT / PSDB / Cidadania / DC" - PDT - Federação PSDB Cidadania - DC                                                                | [ 3 ]             |
| 22                         |                            | Doutora Silvana Oliveira   | - Deputada estadual (2015-atualidade). - Médica. | PL                  |                                 |                                 | Pastor Cleiton Ramos            |                  | PL                            | Sem coligação | [ 4 ] [ 5 ] [ 6 ] |
| 44                         |                            | Roberto Pessoa             | - Prefeito de Maracanaú (2021-atualidade); - Deputado federal (2019-2020); - Vice-prefeito de Maracanaú (2017-2018); - Prefeito de Maracanaú (2005-2012). | UNIÃO               |                                 |                                 | Gerson Cecchini                 |                  | PT FE Brasil                  | "Maracanaú Sempre Forte Para Você" - UNIÃO - FE Brasil (PT, PCdoB e PV) - Republicanos - PP - MDB - Mobiliza - PSD - Solidariedade | [ 1 ] [ 7 ]       |
| 50                         |                            | Demyson Ernesto            | - Professor | PSOL Fed. PSOL REDE |                                 |                                 | Joel Wirlo                      |                  | PSOL Fed. PSOL REDE           | - Federação PSOL Rede | [ 8 ]             |

### Nomes retirados
- Júlio César Filho, "Julinho" (PT);[9][10]
- Bruno da Madeireira (PSD)[11][12]

### Nomes cogitados
- Junior Mano, Deputado Federal.[8]

## Votação
Segundo o calendário oficial divulgado pelo Tribunal Superior Eleitoral em janeiro de 2024, a eleição municipal será realizada em 6 de outubro e em turno único; a data cai num domingo. Ainda como define o artigo 144 do Código Eleitoral Brasileiro, a votação ocorrerá das 8h às 17h pelo horário de Brasília.
Maracanaú conta em 2024 com 177.962 pessoas aptas a votar, o que corresponde a 75,89% de sua população total (234.509 habitantes) segundo o censo demográfico realizado no Brasil em 2022. O número é 10,67% maior que o do período da eleição de 2020, quando 160.798 pessoas estavam cadastradas. A cidade é dividida em duas zonas eleitorais, com 69 locais de votação e 561 seções. Os eleitores tiveram até 8 de maio para regularizar seus títulos e realizar o cadastro biométrico nos locais de atendimento do Tribunal Regional Eleitoral do Ceará.

## Resultado

### Prefeito
Fonte:
| Candidato a Prefeito   | Candidato a Vice-Prefeito   | Votos  | Porcentagem |
| ---------------------- | --------------------------- | ------ | ----------- |
| Roberto Pessoa (UNIÃO) | Gerson Cecchini (PT)        | 86.976 | 62,83%      |
| Doutora Silvana (PL)   | Pastor Cleiton Ramos (PL)   | 34.279 | 24,76%      |
| Lucinildo Frota (PDT)  | Dr. Vicente Piaulino (PSDB) | 15.458 | 11,17%      |
| Demyson Ernesto (PSOL) | Joel Wirlo (PSOL)           | 1.728  | 1,25%       |
| Votos brancos          | Votos brancos               | 7.651  | 7.651       |
| Votos nulos            | Votos nulos                 | 9.821  | 9.821       |